# Upsala tyngdlyftningsklubb
Upsala tyngdlyftningsklubb är en förening som ägnar sig åt tyngdlyftning och är grundad 1935. Upsala tyngdlyftningsklubb är med i Svenska Tyngdlyftningsförbundet